# Argecilla
Argecilla és un municipi de la província de Guadalajara, a la comunitat autònoma de Castella-La Manxa. El 2020 tenia 59 habitants.

## Fills il·lustres
- Francisco Soler y Gómez (1838-[...?]), cantant i compositor musical.

## Demografia
| 1991 |  | 1996 |  | 2001 |  | 2004 |  | 2020 |
| ---- |  | ---- |  | ---- |  | ---- |  | ---- |
| 134  |  | 116  |  | 94   |  | 100  |  | 59   |